# Standish (Michigan)
Standish – miasto w Stanach Zjednoczonych, w stanie Michigan, na Półwyspie Dolnym, w regionie środkowym (Central/Mid-Michigan), administracyjna siedziba władz hrabstwa Arenac.